# 레이쇼
〈레이쇼〉 (冷笑)는 나가이 가후의 장편소설이다. 그의 가장 문명비판적인 사상소설임과 동시에 탐미주의적 이론의 기초로서의 의의가 크다. 메이지 시대 말기에 살던 근대인의 고민과 방황의 모습을 간취(看取)함과 동시에 그의 화류소설 다작기(多作期)에로의 전환의 의미를 찾아볼 수 있다.